# طیب حاج‌رضایی
طیب حاج‌رضایی (۱۲۹۰ – ۱۱ آبان ۱۳۴۲) از باستانی‌کارهای دوران پهلوی و از جمله افرادی بود که در ادبیات محاوره‌ای آن زمان به «لات» یا «لوطی» مشهور بودند. وی در سال ۱۳۳۲ از موافقان دودمان شاهنشاهی پهلوی در کودتای ۲۸ مرداد بود که بعداً به مخالفت با شاه برخاست و پس از گذراندن مدتی در زندان، در سال ۱۳۴۲ تیرباران شد.

## زندگی

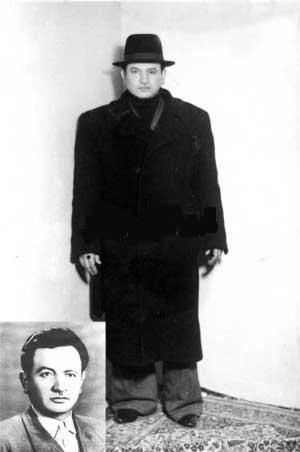
طیب حاج‌رضایی در جوانی

طیب در سال ۱۲۹۰ در محله صابون‌پزخانه (در اصطلاح عام صام‌پزخانه) تهران زاده شد. پدر او حسینعلی حاج‌رضایی قزوینی از ترک‌های قزوین و اهل روستای ارتش‌آباد شهرستان آوج استان قزوین بود که پس از مهاجرت به تهران به شغل جمع‌آوری بوته‌های خشک برای نانوایی‌ها مشغول بود. طیب سه برادر به نام‌های حاجی مسیح، اکبر و طاهر داشت. او از همان ابتدا به ورزش باستانی علاقه‌مند بود و پس از پایان یافتن دوره سربازی بود که نام او کم‌کم بر سر زبان‌ها افتاد. طیب از سال ۱۳۳۰ تا ۱۳۴۲ از میدان‌داران به نام میوه و تره بار تهران بود و به کار خرید و فروش میوه و تره‌بار مشغول بود. او در دوران زندگی خود دو همسر و هفت فرزند داشت.
او و هم دوره‌ای‌هایش در آن سال‌ها در زورخانه‌هایی مانند زورخانه اصغر شاطر در انبار گندم (نزدیک به میدان شوش)، زورخانه رضا کاشفی در بازارچه سعادت (در خیابان مولوی) و زورخانه‌هایی در محله‌های پاچنار و نظام‌آباد و البته زورخانه شعبان جعفری در پارک شهر به ورزش باستانی می‌پرداختند.
طیب در سنین جوانی بارها به دلیل درگیری به زندان افتاد که در برخی موارد دوران محکومیت را به صورت کامل نگذراند. از سوابق محکومیت‌های او می‌توان به موارد زیر اشاره کرد:
- دو سال زندان انفرادی به دلیل درگیری با پاسبان‌های شهربانی در سال ۱۳۱۶
- در سال ۱۳۱۹ به دلیل درگیری تحت تعقیب بود که با کفالت آزاد شد
- پنج سال زندان با اعمال شاقه در سال ۱۳۲۲
- تبعید به بندرعباس در سال ۱۳۲۳ به اتهام قتل

بنا به آنچه در خاطرات دیگران از او گفته می‌شود، ویژگی‌هایی چون خشونت و اعمال زور علیه شهروندان به وی منسوب است و از او به عنوان فردی دیندار هم یاد می‌کنند؛ مثلاً گفته می‌شود که در ماه محرم از کوتاه کردن ریش خودداری می‌کرد و لباس سیاه عزا می‌پوشید و عزاداری می‌کرد. همچنین بیژن حاج‌رضایی فرزند طیب در مورد دلبستگی پدرش به حسین بن علی چنین می‌گوید:
«پدرم، عجیب حساسیت و علاقه به خاندان عصمت و طهارت به‌خصوص حضرت امام حسین داشت و این را واقعاً می‌گویم که عاشق او بود. حتی در برابر بعضی اعتراضات مادرم در مورد بعضی خرج‌هایش می‌گفت من زندگی‌ام و پولی را که به‌دست می‌آورم؛ دو قسمت می‌کنم یک قسمت آن را خرج خودم می‌کنم و قسمت دیگر را خرج امام حسین، حالا یا برای او عزاداری می‌کنم یا به راه او خرج می‌دهم.»
یکی از موارد شهرت طیب دسته عزاداری او بود که در تاسوعا و عاشورا از میدان انبار به سمت مرکز شهر حرکت می‌کرد و در طول مسیر مورد استقبال بزرگان محلات مانند علی کاشانی قرار می‌گرفت. طیب و افراد وابسته به او مستقیماً در کودتای ۲۸ مرداد دخالت نداشتند و بعد از ظهر و پس از پیروزی کودتا به میدان آمدند. احترام طیب به ارباب زین‌العابدین که از سران میدان بود از عوامل مهم پرهیز طیب از همکاری مستقیم با دربار بود. پس از کودتای ۲۸ مرداد طیب به تدریج دربارهٔ حمایت از دربار تغییر عقیده داد و در مواردی از جمله در انتخاب رئیس صنف قهوه‌چی‌ها با نیروهای حامی دربار از جمله شعبان جعفری درگیر و مانع انتخاب شعبان جعفری به جای ابراهیم کریم‌آبادی به عنوان رئیس این صنف شد. تلاش سید رضا زنجانی از طریق دو تن از دوستان طیب، حسین کلانتری و قاسم سماورساز از عوامل تغییر نظر طیب نسبت به دربار بود. در مقابل دربار برای تغییر نظر طیب سعی در دادن امتیازاتی به وی داشت. از جمله واگذاری امتیاز خرید و فروش هندوانه‌های قرق در ازای یک چک یک و نیم میلیون تومانی بود. بنا به علت نامعلوم و احتمالاً برای تحت فشار گذاشتن وی این چک را که به اجرا گذاشتند و او را به مدت ۲۴ ساعت به زندان انداختند. زندانی شدن بابت چک برای طیب بسیار ناراحت‌کننده بود و یکی از عوامل دلخوری وی از دربار نیز این بود.

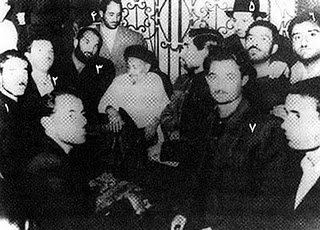
۱. حسین علم ۲. طاهر حاج‌رضایی ۳.شعبان جعفری ۴. حسین مهدی قصاب ۵. طیب حاج‌رضایی ۶. اکبر حاج‌رضایی ۷. سید اکبر خراط در کنار سید ابوالقاسم کاشانی.

طیب حاج‌رضایی با برخی از علما و روحانیون در ارتباط بود؛ مثلاً در گزارش ساواک در سال ۱۳۳۶ چنین آمده است که طیب به خانه سید ابوالقاسم کاشانی میوه فرستاده است. او در ابتدا به محمدرضا شاه نیز وفادار بود. تا جایی که تصاویر شاه و پرچم شیروخورشید را روی بدن خود خالکوبی کرده بود. گفته می‌شود امیر حاج رضایی بازیکن سابق و کارشناس فوتبال برادرزاده اوست.

## تظاهرات ۱۵ خرداد و اعدام

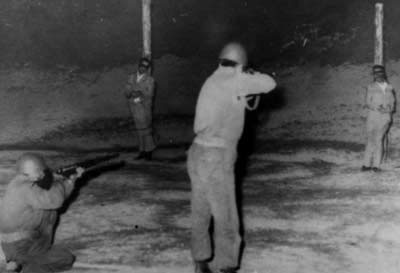
اعدام طیب حاج‌رضایی و اسماعیل رضایی

طیب حاج‌رضایی در ۱۶ خرداد ۱۳۴۲ به همراه ۴۰۰ نفر دیگر به جرم برهم زدن نظم عمومی دستگیر شد. سرکرده این افراد دستگیر شده را طیب حاج‌رضایی و اسماعیل رضایی عنوان کردند. از میان افراد دستگیر شده، اسماعیل و طیب حاج‌رضایی به حکم صادره از دادگاه ویژهٔ شماره یک لشکر گارد به ریاست سرتیپ حسین زمانی و دادستانی سرهنگ ستاد احمد دولو قاجار و با وکالت تسخیری تیمسار شایانفر پس از ۱۳ جلسه محاکمه به جرم فعالیت مجرمانه و خیانتکارانه به منظور برهم زدن نظم و امنیت عمومی در روزهای ۱۵ خرداد همان سال به استناد قسمت اول مادهٔ ۷۰ قانون مجازات عمومی به اعدام محکوم شدند و این حکم در سحرگاه ۱۱ آبان ۱۳۴۲ اجرا شد.
طیب در وصیت‌نامهٔ خود آورده است که هر کس پس از فوتش ادعای طلب داشتن پول از وی داشت باید به او پرداخته شود و هر کس از بدهکاران اگر بدهی خودش را پرداخت نکرد او از طلب خود گذشت کرده است.
همسر او فخرالملوک مهاجر زنجانی بود. وی ۱۶ فروردین ۱۳۹۴ در تهران درگذشت.

## کتاب
کتاب زندگی‌نامهٔ وی تحت عنوان طیب توسط نشر هادی منتشر گردیده است.